# Big Hole

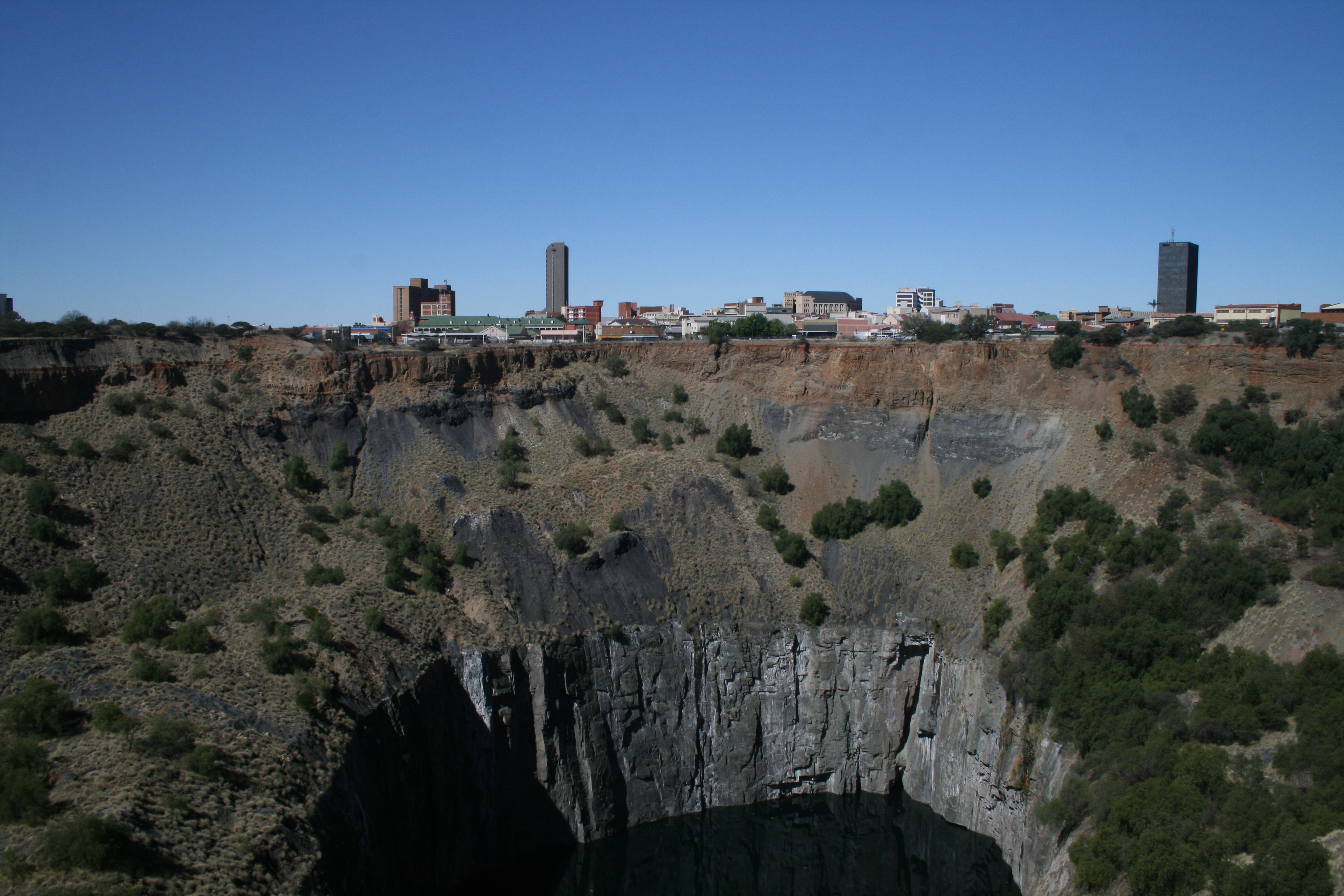
Staden Kimberley växte upp intill kanten av Big Hole

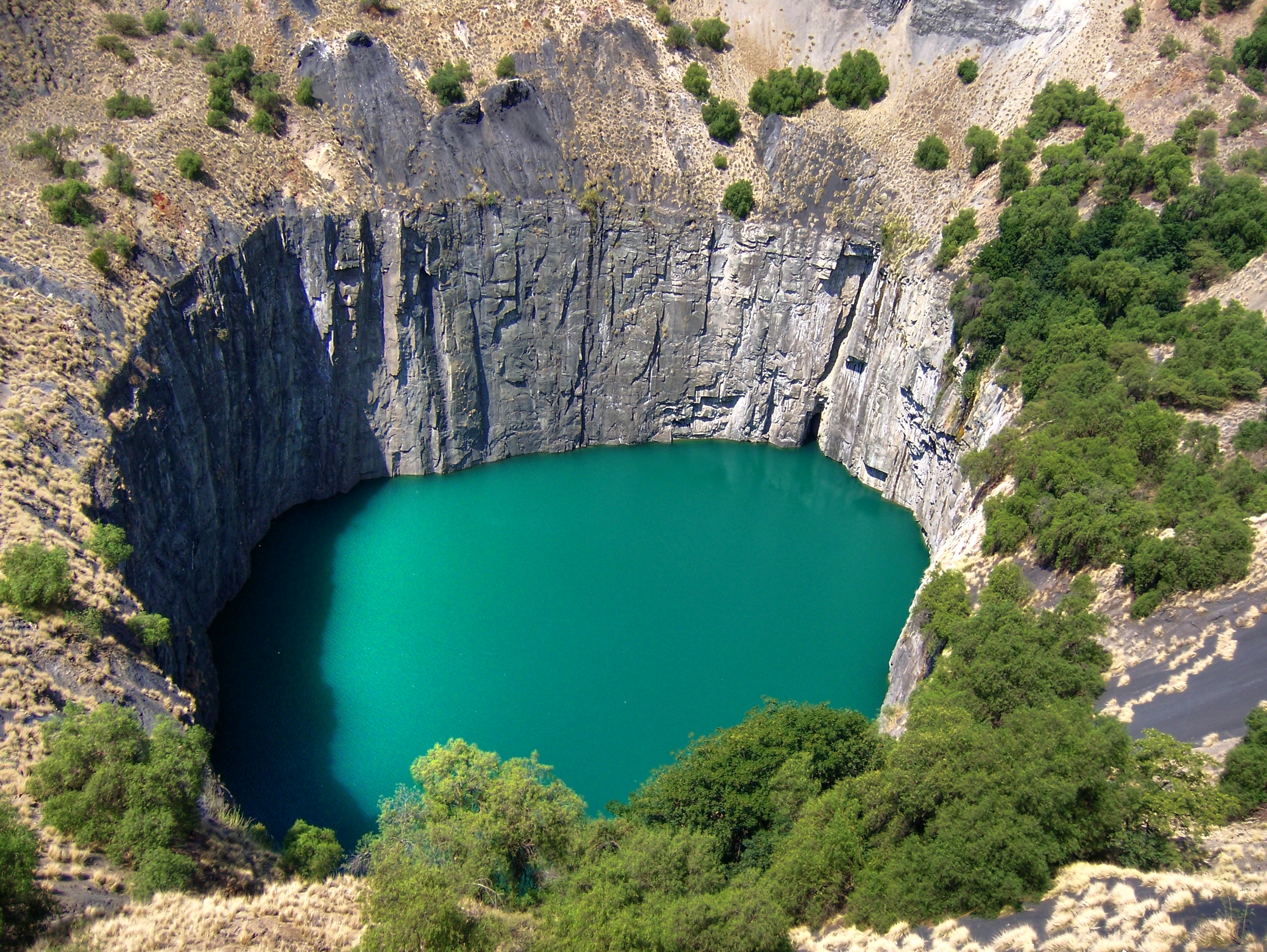
Big Hole.

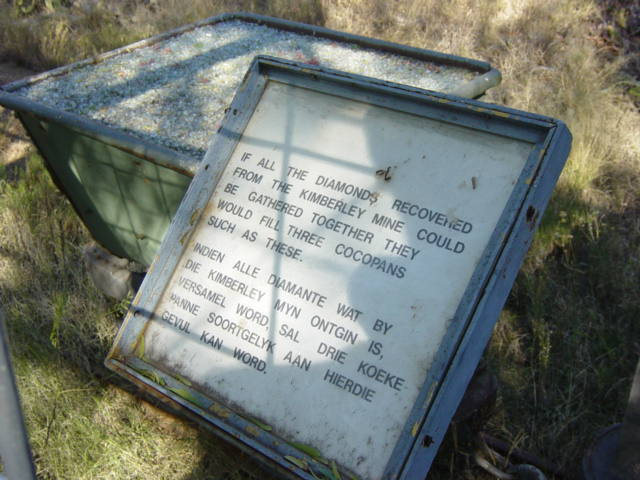
På en skylt intill hålet står det: "Om alla diamanter från Kimberleygruvan skulle samlas ihop skulle de fylla tre malmhundar som dessa".

Big Hole, Open Mine eller Kimberley Mine (afrikaans: Groot Gat) är ett dagbrott och en underjordisk diamantgruva i Kimberley, Sydafrika vilken sägs ha det största hålet som grävts för hand.

## Historia
Första diamanterna här hittade i Colesberg Kopje av medlemmar i "Red Cap Party" från Colesberg på gården Vooruitzigt tillhörande bröderna De Beers. Den påföljande auktionen för rättigheter ledde till att platsen blev kallad New Rush, senare ändrat till Kimberley. Från mitten av juli 1871 till 1914 grävde uppemot 50 000 diamantgrävare hål med hackor och spadar, vilket gav 2720 kg diamanter. Big Hole täcker en yta om 17 hektar och är 463 meter bred. Den grävdes ut till ett djup av 240 meter, men har sedan delvis fyllt igen av spilror vilket reducerat djupet till omkring 215 meter. Sedan dess har den fyllts med omkring 40 meter vatten, vilket gör att 175 meter av hålet idag är synligt. När det blev för farligt och improduktivt att bryta diamanten i dagbrottet, började Cecil Rhodes företag De Beers även gruvdrift under jord ner till ett djup av 1097 meter.
15 maj 2004 sattes Big Hole upp på Sydafrikas tentativa världsarvslista.

## Framgrävningen
1872, ett år efter att grävandet börjat, hade befolkningen i området växt till omkring 50 000. Efter hand som grävande fortsatte, mötte många döden i gruvolyckor. De sanitära förhållanden, bristen på dricksvatten och grönsaker liksom den intensiva hettan på sommaren, tog också ut sin rätt. Den 13 mars 1888 beslutade ledare för olika gruvor att slå samman de olika smågruvorna till en stor gruva och ett företag kallat Beers Consolidated Mines Limited, med guvernörer som Cecil John Rhodes, Alfred Beit och John Rhodes. Detta storföretag arbetade sedan på Big Hole fram till djupet 215 meter. Hålet hade då en area om 17 hektar och en yttre gräns om 1,6 kilometres. Fram till 14 augusti 1914, då över 22 miljoner ton jordmassor grävts ur, vilket gett 3 000 kg (14 504 566 karat) diamanter, slutade arbetet efter att den ansågs vara den största handgrävda hålet på jorden.

## Gruvmuseum
Gruvdriften stängdes 1914, dagbrottet blev en sevärdhet i staden och på 1960-talet började man organisera alla föremål från Kimberleys tidiga dagar, däribland gamla byggnader och diverse memorabilia, för att skapa ett museum. 1965 utsåg De Beers Basil Humphreys till museikonsult, och museet uppgraderades till ett friluftsmuseum över tidiga Kimberley, med gatubilder och diorama samt utställningar av gruvteknik och gruvtransporter. En officiell invigning hölls under Kimberleys hundraårsfirande 1971. En av sevärdheterna var Diamantsalen. Gruvmuseet genomgick senare ytterligare uppgraderingar. Mellan 2002 och 2005 har De Beers investerat 50 miljoner rand för att förvandla Big Hole till en turistdestination i världsklass, utifrån idén att skapa "ett bestående arv för folket i Kimberley." Den nya faciliteten, Big Hole Kimberley, som arbetar utifrån temat 'Diamonds and Destiny', förväntades fördubbla antalet besökare.